# Хмелина (Вологодская область)
Хмелина — деревня в Череповецком районе Вологодской области.
Входит в состав Коротовского сельского поселения, с точки зрения административно-территориального деления — в Коротовский сельсовет.
Расстояние до районного центра Череповца по автодороге — 76 км, до центра муниципального образования Коротово по прямой — 12 км. Ближайшие населённые пункты — Трофанково, Степанково, Давыдово.
По переписи 2002 года население — 6 человек.